# Relations entre l'Azerbaïdjan et l'OSCE
Les relations entre l'Azerbaïdjan et l'OSCE désignent les liens qui existent entre l'État azerbaïdjanais et l'Organisation pour la sécurité et la coopération en Europe, anciennement Conférence sur la sécurité et la coopération en Europe. À la suite de l'adhésion de l'Azerbaïdjan à l'organisation en janvier 1992, une mission spéciale se rend dans le pays, et des discussions se tiennent au sujet du conflit au Haut-Karabagh avec l'Arménie. Lors du sommet de Budapest en décembre 1994, il est décidé d'envoyer des forces de maintien de la paix de l'OSCE dans cette région. À partir de cette même date, le groupe de Minsk, regroupant onze États, est créé dans le but de résoudre pacifiquement le conflit du Haut-Karabakh.

## Adhésion de l'Azerbaïdjan à l'OSCE
L'Azerbaïdjan rejoint la Conférence sur la sécurité et la coopération en Europe (CSCE) le 30 janvier 1992. Il s'agissait de la première organisation européenne à rejoindre l'Azerbaïdjan[pas clair].
Depuis février 1992, le conflit arméno-azerbaïdjanais est devenu le centre de l'OSCE, conformément aux principes de cette organisation.[réf. nécessaire] Une mission spéciale de l'OSCE se rend en Azerbaïdjan à la mi-février 1992.
Pour la première fois, des discussions sur le conflit entre l'Arménie et l'Azerbaïdjan ont eu lieu lors de la réunion du Comité des hauts fonctionnaires de l'OSCE qui s'est tenue les 27 et 28 février 1992. Le document confirmant l'appartenance du Haut-Karabakh à la République d'Azerbaïdjan se traduisait par une solution pacifique du conflit, à condition que les frontières ne soient pas modifiées[source insuffisante].
Le conflit du Haut-Karabakh a été discuté lors de la première assemblée supplémentaire du Conseil des ministres des Affaires étrangères de l'OSCE, le 24 mars 1992.
La première participation de l’Azerbaïdjan au Sommet de l’OSCE a eu lieu à Helsinki les 8 et 10 juillet 1992.
L'Azerbaïdjan a adhéré à la Charte de Paris de l'OSCE le 20 décembre 1993.

## Sommet de Budapest
Le Sommet de Budapest de la CSCE s'est tenu du 5 au 6 décembre 1994. La CSCE y décide de se transformer en l'Organisation pour la sécurité et la coopération en Europe (OSCE) à compter du 1er janvier 1995.
Le Sommet de Budapest décide également de créer des forces de maintien de la paix pouvant participer aux mesures de sécurité de l'OSCE et les diriger vers les territoires en conflit. Leur premier déploiement se fait dans la région du Haut-Karabakh.
Sur la base des résultats du Sommet de Budapest, le Groupe de planification de haut niveau, composé de représentants de l'armée nommés par les États membres de l'OSCE sur le conflit arméno-azerbaïdjanais, a été créé le 20 décembre 1994 à Vienne.

## Groupe de Minsk
La principale tâche du groupe de Minsk consiste à régler le conflit arméno-azerbaïdjanais et à préparer un document pertinent pour résoudre le conflit du Haut-Karabakh de manière pacifique, et à éliminer ce conflit en organisant une conférence spéciale à Minsk. Le groupe comprend onze États : Allemagne, États-Unis, France, Italie, Suède, République tchèque, Turquie, Biélorussie, Russie, Azerbaïdjan et Arménie. Sa présidence est assurée par les représentants de la Russie et de la Finlande à partir de décembre 1994, puis par ceux de la Suède et de la Russie de 1995 à 1997. Elle est assurée par les représentants de la Russie, des États-Unis et de la France depuis le 1er janvier 1997.